# CROSSBRIDGE
『CROSSBRIDGE』（クロスブリッジ）は、2002年3月20日にリリースされたaccessの4thオリジナル・アルバム。発売元はアンティノスレコード。規格品番：ARCL-229。
再発盤が2002年7月1日に規格品番：ESCL-9016でエピックレコードジャパンからリリース。
2023年11月8日には、「Only the love survive」「EDGE」のシングル版と、「Especially Kiss」(「EDGE」カップリング曲)を追加し、全曲リマスターを施し『CROSSBRIDGE -Remastered Edition-』として再々発売。

## 概要
前作・3rdの『DELICATE PLANET』以来8年振り、活動再開後初となる、アルバム。累計売上は8.6万枚。
初回生産盤はフォトブックレット付の三方背BOX仕様。
先行シングル2曲「Only the love survive」「EDGE」が収録されているが、いずれもアルバム用にアレンジされた「PK Mix」として収録されており、シングルとはバージョンが異なる。
活動休止前にリリースされた2ndシングル「JEWELRY ANGEL」とカップリング「AGAINST THE RULES」）、4thシングル「MOONSHINE DANCE」、6thシングル「夢を見たいから」の4曲がリアレンジされて収録。

## 収録曲

### CROSSBRIDGE
| 全編曲: 浅倉大介。 |                                                |           |           |       |
| #                  | タイトル                                       | 作詞      | 作曲      | 時間  |
| 1.                 | 「"born a cross" (instruments)」               |           | 浅倉大介  | 1:32  |
| 2.                 | 「SHAKE THE SUNRISE」                          | 貴水博之  | 浅倉大介  | 7:14  |
| 3.                 | 「Only the love survive -PK mix-」             | 井上秋緒  | 浅倉大介  | 4:16  |
| 4.                 | 「JEWELRY ANGEL 2002 -Platonic Eye-」          | 貴水博之  | 浅倉大介  | 5:21  |
| 5.                 | 「MOONSHINE DANCE 2002 -Return to Star-」      | 貴水博之  | 浅倉大介  | 6:17  |
| 6.                 | 「夢を見たいから 2002 -Soul The Future Love-」 | AXS       | AXS       | 5:47  |
| 7.                 | 「777 trois seven」                            | 貴水博之  | 浅倉大介  | 5:00  |
| 8.                 | 「AGAINST THE RULES 2002 -AA trance-」         | AXS       | AXS       | 8:16  |
| 9.                 | 「grand muse」                                 | 貴水博之  | 浅倉大介  | 5:27  |
| 10.                | 「EDGE -PK mix-」                              | 貴水博之  | 浅倉大介  | 6:40  |
| 11.                | 「"cross a bridge" (instruments)」             |           | 浅倉大介  | 1:40  |
| 合計時間:          | 合計時間:                                      | 合計時間: | 合計時間: | 57:30 |

### CROSSBRIDGE -Remastered Edition-
| 全編曲: 浅倉大介。 |                                                |           |           |       |
| #                  | タイトル                                       | 作詞      | 作曲      | 時間  |
| 1.                 | 「"born a cross" (instruments)」               |           | 浅倉大介  | 1:32  |
| 2.                 | 「SHAKE THE SUNRISE」                          | 貴水博之  | 浅倉大介  | 7:14  |
| 3.                 | 「Only the love survive -PK mix-」             | 井上秋緒  | 浅倉大介  | 4:16  |
| 4.                 | 「JEWELRY ANGEL 2002 -Platonic Eye-」          | 貴水博之  | 浅倉大介  | 5:21  |
| 5.                 | 「MOONSHINE DANCE 2002 -Return to Star-」      | 貴水博之  | 浅倉大介  | 6:17  |
| 6.                 | 「夢を見たいから 2002 -Soul The Future Love-」 | AXS       | AXS       | 5:47  |
| 7.                 | 「777 trois seven」                            | 貴水博之  | 浅倉大介  | 5:00  |
| 8.                 | 「AGAINST THE RULES 2002 -AA trance-」         | AXS       | AXS       | 8:16  |
| 9.                 | 「grand muse」                                 | 貴水博之  | 浅倉大介  | 5:27  |
| 10.                | 「EDGE -PK mix-」                              | 貴水博之  | 浅倉大介  | 6:40  |
| 11.                | 「"cross a bridge" (instruments)」             |           | 浅倉大介  | 1:40  |
| 12.                | 「Only the love survive」                      | 井上秋緒  | 浅倉大介  | 4:20  |
| 13.                | 「EDGE」                                       | 貴水博之  | 浅倉大介  | 6:39  |
| 14.                | 「Especially Kiss」                            | 貴水博之  | 浅倉大介  | 4:14  |
| 合計時間:          | 合計時間:                                      | 合計時間: | 合計時間: | 72:43 |

## 楽曲解説
1. "born a cross" (instruments)
2. SHAKE THE SUNRISE
3. Only the love survive -PK mix-
12thシングルのアルバムバージョン。
シングル版より低音域やスネアドラムが強調されており、すぐにイントロが始まるなどアレンジが施されている。
なお、PKとはミックスを担当したフィル・カッフェル（Phil Kaffel）のイニシャルである。後述の「EDGE -PK mix-」も同様。
4. JEWELRY ANGEL 2002 -Platonic Eye-
2ndシングル「JEWELRY ANGEL」のリメイク。
5. MOONSHINE DANCE 2002 -Return to Star-
4thシングル「MOONSHINE DANCE」のリメイク。
6. 夢を見たいから 2002 -Soul The Future Love-
6thシングル「夢を見たいから」のリメイク。
7. 777 trois seven
実際のタイトルは"7"を上下･左右反転にしたものを並べロゴマークにした表記となっている。
8. AGAINST THE RULES 2002 -AA trance-
2ndシングル「JEWELRY ANGEL」カップリング曲のリメイク。
9. grand muse
10. EDGE -PK mix-
13thシングルのアルバムバージョン。
11. "cross a bridge" (instruments)
12. Only the love survive
12thシングル。「-Remastered Edition-」版のみ収録。
13. EDGE
13thシングル。「-Remastered Edition-」版のみ収録。
14. Especially Kiss
13thシングルのC/W。「-Remastered Edition-」版のみ収録。

## 参加ミュージシャン・スタッフ
- プログラミング&キーボード：浅倉大介
- ギター：葛城哲哉
- レコーディング・エンジニア：浅倉大介・大里正毅（Satoyan Music）
- ミキシング・エンジニア：フィル・カッフェル
- マスタリング・エンジニア：田中三一
- プロデューサー：浅倉大介
- ディレクター：井上哲生・松田芳明（Soytzer Music）
- A&R：坂西伊作・関佳代子
- エグゼクティブ・プロデューサー：坂西伊作・安部裕子（Darwin）・菅原潤一（Guan Barl）